# Martin von Wahrendorff
Martin von Wahrendorff, född 26 november 1789, död 20 januari 1861 i Stockholm, var en svensk diplomat, hovfunktionär, godsägare, industriidkare och uppfinnare. Han var son till bergsrådet Anders von Wahrendorff och sonson till grosshandlaren och brukspatronen Joachim Daniel Wahrendorff.

## Biografi
von Wahrendorff utnämndes 1818 till chargé d'affaires i London, 1822 till kammarherre och 1831 till hovmarskalk. Han drev förutom ett antal större gods i Södermanland även kanongjuteriet Åkers styckebruk. År 1837 uttog han ett patent på bakladdningsmekanism till kanoner. Den första kanonen enligt detta patent tillverkades vid Åker 1840. Några år senare bedrev han, i samarbete med den sardinske artilleriofficeren Giovanni Cavalli, försök med räfflade lopp och blybelagda projektiler.
Någon försäljning av räfflade bakladdningskanoner tycks dock aldrig ha skett, men det svenska fästningsartilleriet anskaffade från 1854 ett antal slätborrade bombkanoner med Wahrendorffs mekanism. Denna typ av kanoner finns utställda på Karlsborgs fästning.
Martin von Wahrendorff har även gett namn åt Wahrendorffsgatan i Stockholm. Han ägde under en tid Taxinge-Näsby slott som han ärvde av sin far.